# Rolo (Emilia-Romagna)

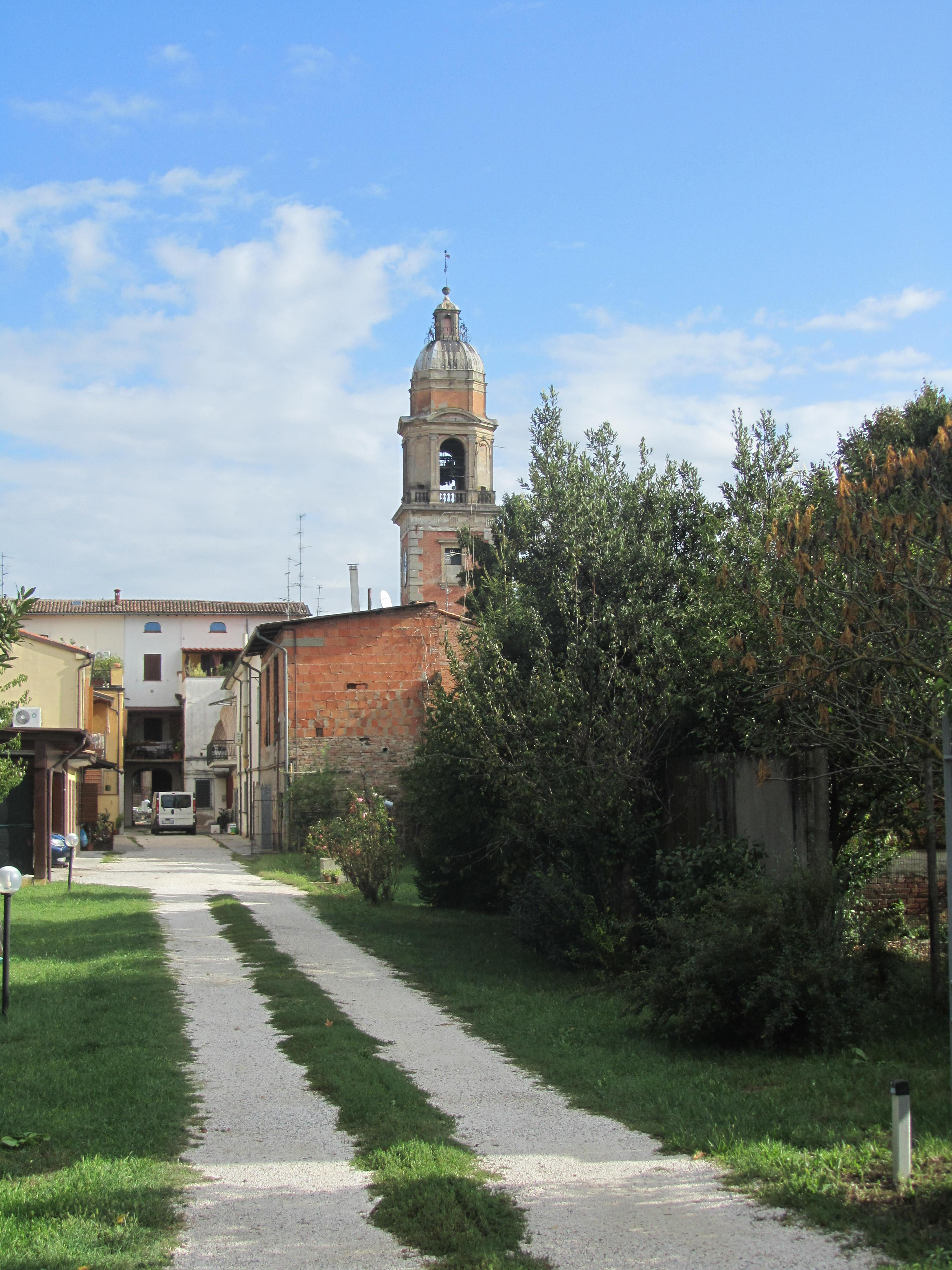
Blick auf die Kirche von Rolo

Rolo ist eine italienische Gemeinde (comune) mit 3992 Einwohnern (Stand 31. Dezember 2023) in der Provinz Reggio Emilia in der Emilia-Romagna. Die Gemeinde liegt etwa 27 Kilometer nordnordöstlich von Reggio nell’Emilia und grenzt an die Provinzen Modena und Mantua. Die Nachbargemeinden sind Carpi (MO), Fabbrico, Moglia (MN), Novi di Modena (MO) und Reggiolo.

## Verkehr
Durch die Gemeinde führt die Autostrada A22 von Verona nach Modena. Ein Anschluss besteht allerdings nicht. Der Bahnhof von Rolo (Rolo-Novi-Fabbrico) liegt an der Bahnstrecke Verona-Mantua-Modena.